# Christian Kellner (Funktionär)

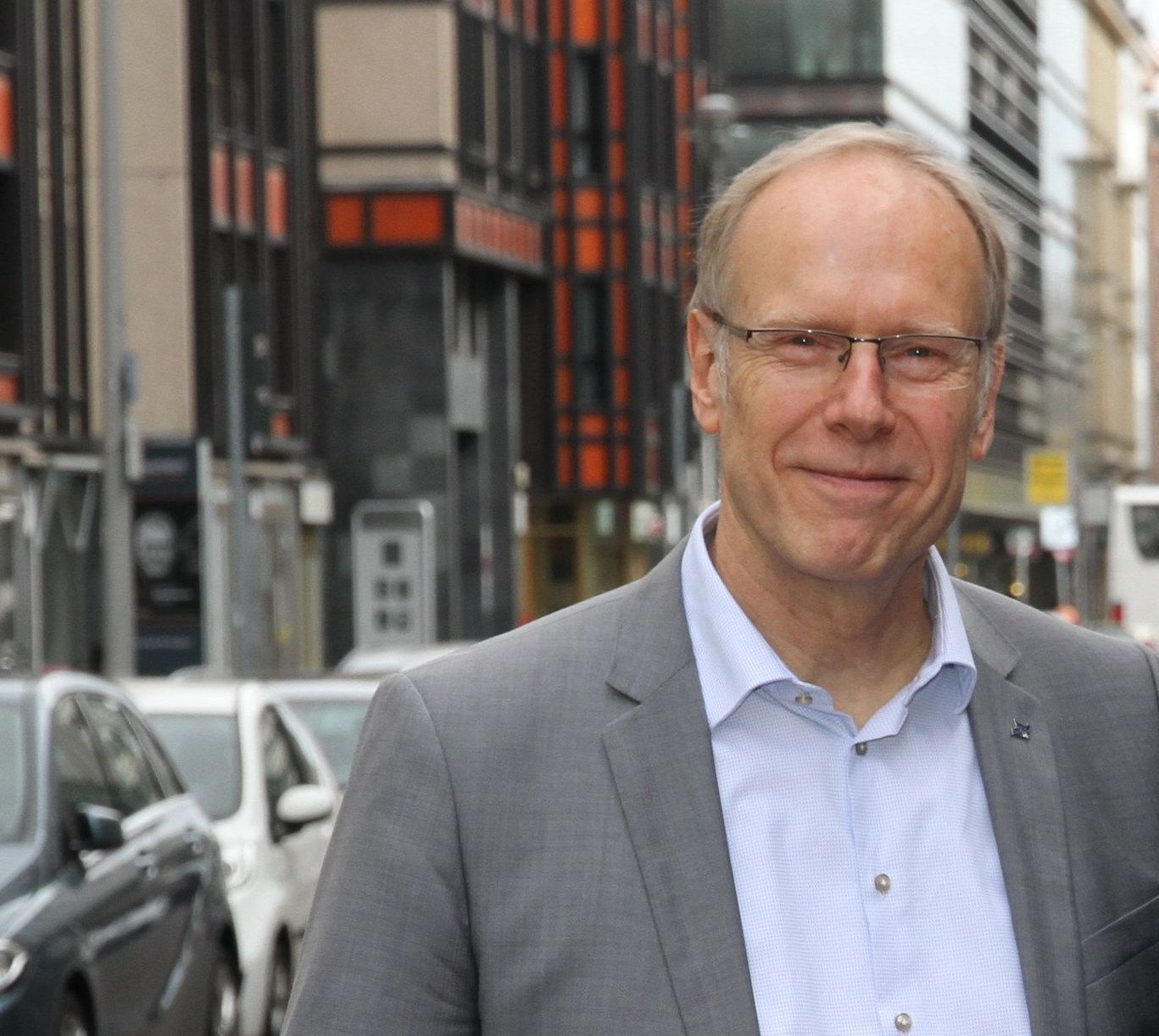
Christian Kellner, 2018

Christian Kellner (* 19. November 1954 in Geislingen an der Steige) ist ein deutscher Verbandsfunktionär und war von 2004 bis 2020 Hauptgeschäftsführer des Deutschen Verkehrssicherheitsrats.

## Werdegang
Nach seinem Abitur 1973 am Helfenstein-Gymnasium studierte er von 1975 bis 1982 Pädagogik im Diplomstudiengang mit den Schwerpunkten Erwachsenenbildung und Medienpädagogik an den Universitäten Bonn und Köln.
Anschließend arbeitete er als Bildungsreferent und Trainer beim „Sozialer Dienst Familie e.V.“ in Bad Honnef. 1983 wechselte er zum Deutschen Verkehrssicherheitsrat in Bonn. Dort war er zunächst als Referent „Ältere Verkehrsteilnehmer“, später als Leiter des Referats „Betriebliche Verkehrssicherheitsarbeit“ zuständig, bevor er bis 1993 die Leitung der Abteilung „Verkehrserziehung und -aufklärung“ übernahm.
In den darauffolgenden Jahren war Christian Kellner u. a. als Trainer von Führungskräften und als Autor selbständig.
Von 1995 bis 1997 leitete er die Abteilung Öffentlichkeitsarbeit des Verbands Forschender Arzneimittelhersteller und von 1997 bis 2003 seine eigene Agentur mit Sitz in Köln.
2004 kehrte er zum Deutschen Verkehrssicherheitsrat zurück. Dort war er bis November als stellvertretender Hauptgeschäftsführer tätig, bevor er das Amt des Hauptgeschäftsführers von Siegfried Werber übernahm. Dieses Amt übte er bis 2020 aus.